# 北日本放送
北日本放送株式會社（日语：／ Kitanihon Hōsō */?）是日本的一家以富山縣為放送地域的電視台兼廣播電臺，簡稱KNB，成立於1952年3月14日，電視服務開始于1959年4月1日，廣播服務則開始于1952年7月10日。其電視服務為日本電視臺系列（NNN、NNS）的成員，但也會播放一些TBS系、富士電視臺系列（FNN、FNS）和TXN的節目。其廣播服務為JRN和NRN的成員。